# Yann-Kel Kernaleguen
Yann-Kel Kernaleguen (Jean-Michel Kernaleguen en français, Yann-Mikael Kernalegenn en breton), né le 6 mai 1954 à Quimper et mort le 29 septembre 1976 à Dinéault, était un militant breton, membre du Front de Libération de la Bretagne (FLB).

## Biographie
Il est connu dès le tout début des années 1970, vers l'âge de seize ans, comme militant nationaliste puis culturel (il enseignera à Skol an Emsav, cours du soir en breton) et syndicaliste. Après le bac, il suit une première année d'étude de droit. À la suite de la rédaction en breton de son examen de fin d'année, il ne peut pas passer en deuxième année. Il doit dès lors partir au service militaire, effectué en Allemagne. Malgré son niveau de formation, son appartenance à l'Emsav lui interdit de devenir officier. À son retour de l'armée, il devient auxiliaire à la Poste puis chauffeur dans une entreprise de transport. Sa participation à la mise en place d'un syndicat CFDT dans l'entreprise l'envoie au chômage à la mi-septembre 1976.
Il est tué à l'âge de 22 ans par l'explosion de sa bombe alors qu'il s'apprêtait à commettre un attentat contre le site militaire de Ti-Voujeret (Finistère, Bretagne), dans la nuit du 29 au 30 septembre 1976.
Le drame a marqué le Mouvement breton et plusieurs personnalités rendirent hommage à Yann-Kel Kernaleguen.
Lionel Henry écrit dans son livre FLB-ARB que l'« attentat contre la future caserne de Ti-Voujeret entre dans la logique du FLB. Celui-ci avait mis en garde, en juillet 1974, les municipalités susceptibles d'accueillir des bases militaires. A Ti-Voujeret, le projet porte sur 200 hectares et la base doit accueillir des militaires chargés d'assurer la défense du site de l'Île-Longue. Malgré les protestations, la construction commence à la mi-septembre 1976 ».
Selon Thierry Vareilles, l'auteur de l'Encyclopédie du terrorisme international, Kernaleguen « tentait de désamorcer la bombe qu'il venait de poser parce qu'une femme promenait son chien sur le lieu de l'attentat [...]. Selon la police, l'amateurisme et les fréquents ratages des artificiers de l'ARB s'expliqueraient par son recrutement fragile ».
Le 2 octobre 1976, Yann-Kel est enterré à Quimper en présence de sympathisants.

## Hommages

### Musique
Plusieurs chansons furent écrites en son honneur :
- « Gwerz Ti Voujeret » (La complainte de Ti Voujeret) par Youenn Gwernig en 1976,
- « E dibenn miz Gwengolo » (Fin septembre) par Glenmor en 1977, chantée notamment par Andrea Ar Gouilh et Clarisse Lavanant (dans son album Je te souviens Glenmor)
- « Maro evit e bobl » (Mort pour son peuple) par Alan Stivell en 1977
- « Kernaleguen » par le groupe Brann Vor

### Écrits
Yann-Kel est présenté dans la publication Emgann du FLB (mai 1978) comme un militant de première importance : « Il prend part, sous le nom de Goulven, à la plupart des actions de commando des Forces Paysannes / Kevrenn Kerne, dont il était le responsable. Il appartenait au Kuzul meur du FLB... ».
L'écrivain Yann Brekilien le qualifia de héros dans le quotidien français Le Monde. En mars 1999, dans Armor Magazine, Per Denez désignait Yann-Kel Kernaleguen comme le « Breton du Trentenaire ».

### Manifestations
- En 1977, un an après les faits, le FLB revendiquait cinq attentats en indiquant que ces actions entraient dans le cadre de l'anniversaire de la mort de leur camarade[9].
- En septembre 2006, le comité « Dalc’hit soñj eus Yann-Kel » (en français : «Souvenez-vous de Yann-Kel »), a été créé pour célébrer le 30e anniversaire de sa mort[10].
- En octobre 2016, un hommage lui est rendu au cimetière de Kerfeunteun (Quimper), 40 ans après sa disparition.